# Spilocraspeda
Spilocraspeda là một chi bướm đêm thuộc họ Geometridae.